# Thelcticopis picta
Thelcticopis picta är en spindelart som först beskrevs av Tamerlan Thorell 1887. Thelcticopis picta ingår i släktet Thelcticopis och familjen jättekrabbspindlar.
Artens utbredningsområde är Myanmar. Inga underarter finns listade i Catalogue of Life.